# Heidi Hutterer
Heidi Hutterer (Ergoldsbach, 5 de dezembro de 1959) é uma ex-fundista profissional alemã.
Heidi Hutterer venceu a Corrida Internacional de São Silvestre, em 1980.